# S. Epatha Merkerson
S. Epatha Merkerson, nata Sharon Epatha Merkerson (Saginaw, 28 novembre 1952), è un'attrice statunitense.
È nota soprattutto per l'interpretazione del tenente Anita van Buren nella serie televisiva Law & Order - I due volti della giustizia, dal 1993 al 2010. L'attrice è apparsa nella serie più di qualsiasi altro attore e, con il suo 345º episodio interpretato (andato in onda il 14 maggio 2008), è anche l'attrice con il maggior numero di episodi interpretati in una serie singola, superando il record precedentemente appartenuto a Michele Lee per California.

## Biografia

### Gioventù
Nasce a Saginaw, in Michigan, la più giovane di cinque fratelli, figlia di Ann Merkerson, all'epoca unica donna impiegata nella sezione trasporti dell'ufficio postale di Detroit, mentre il padre lavorava in una fabbrica. I genitori si separano quando ha 5 anni. Si diploma nel 1970 alla Cooley High School di Detroit e quindi si laurea con il titolo di Bachelor of Fine Arts, alla Wayne State University.
La Merkerson si è spesso dimostrata reticente sul suo vero nome di battesimo, Sharon, tanto da dichiarare, nel corso del quiz radiofonico Wait, Wait… Don't Tell Me! che la S. è un'abbreviazione per Sweet, dato che molte persone trovano difficoltà con il nome Epatha, come invece preferisce essere chiamata. In seguito ha legalmente cambiato il primo nome in "S."

### Carriera
Esordisce nei teatri di New York nel 1978, mentre appare in televisione per la prima volta, nel ruolo di "Reba the Mail Lady" nel programma per bambini Pee-wee's Playhouse. Successivamente recita anche ne I Robinson, fra altre serie.
Nel 1990, appare nell'episodio Tragico errore (Mushrooms) della prima stagione di Law & Order - I due volti della giustizia, in cui interpreta la madre distrutta dal dolore per la morte del suo bambino di undici mesi coinvolto in una sparatoria. I produttori della serie, molto soddisfatti della sua interpretazione, le affidano il ruolo principale del tenente Anita van Buren a partire dalla quarta stagione della serie, in sostituzione di Dann Florek, interprete del capitano Cragen. Interpreta il personaggio anche nel film televisivo del 1998, Omicidio a Manhattan.
Nel 1990 ottiene una candidatura per un Tony Award come Miglior attrice per il ruolo di Berniece nel dramma teatrale The Piano Lesson, di August Wilson e nel 1992 vince un Obie Award per I'm Not Stupid. Fra le sue apparizioni sul grande schermo, si possono citare Lola Darling (1986), Allucinazione perversa (1990), Poliziotti a due zampe (1990) e Terminator 2 - Il giorno del giudizio (1991). Nel 2006, vince un Golden Globe, un Emmy e uno Screen Actors Guild Awards per il suo primo ruolo da protagonista nel film TV Lackawanna Blues. Nel 2007, è sul palcoscenico del Kirk Douglas Theatre di Los Angeles in Come Back, Little Sheba di William Inge, nel ruolo reso famoso da Shirley Booth e nel gennaio dell'anno successivo si ripete sulle scene di Broadway. Per questa interpretazione, ottiene la sua seconda candidatura a un Tony.
È stata sposata dal 1994 al 2006 con l'assistente sociale Toussaint Louverture Jones Jr.

## Filmografia

### Cinema
- Lola Darling (She's Gotta Have It), regia di Spike Lee (1986)
- Poliziotti a due zampe (Loose Cannons), regia di Bob Clark (1990)
- Navy Seals - Pagati per morire (Navy Seals), regia di Lewis Teague (1990)
- Allucinazione perversa (Jacob's Ladder), regia di Adrian Lyne (1990)
- Terminator 2 - Il giorno del giudizio (Terminator 2: Judgment Day), regia di James Cameron (1991)
- Destini incrociati (Random Hearts), regia di Sydney Pollack (1999)
- The Rising Place, regia di Tom Rice (2001)
- Mi chiamano Radio (Radio), regia di Michael Tollin (2003)
- Jersey Girl, regia di Kevin Smith (2004)
- Black Snake Moan, regia di Craig Brewer (2007)
- Slipstream - Nella mente oscura di H. (Slipstream), regia di Anthony Hopkins (2007)
- 6 mogli e un papà (The Six Wives of Henry Lefay), regia di Howard Michael Gould (2009)
- Mother and Child, regia di Rodrigo García (2009)
- Lincoln, regia di Steven Spielberg (2012)
- Peoples, regia di Tina Gordon Chism (2013)
- The Challenger, regia di Kent Moran (2015)

### Televisione
- I Robinson (The Cosby Show) - serie TV, 1 episodio (1988)
- Christmas at Pee Wee's Playhouse, regia di Wayne Orr, Paul Reubens - film TV (1988)
- CBS Summer Playhouse - serie TV, 1 episodio (1989)
- Pee-Wee's Playhouse - serie TV, 9 episodi (1986-1989)
- E giustizia per tutti (Equal Justice) - serie TV, 1 episodio (1990)
- Moe's World, regia di Kevin Rodney Sullivan - film TV (1990)
- Law & Order - I due volti della giustizia (Law & Order) - serie TV, 391 episodi (1991-2010)
- ABC Afterschool Specials - serie TV, 1 episodio (1992)
- Mann & Machine - serie TV, 9 episodi (1992)
- Here and Now - serie TV, 12 episodi (1992-1993)
- It's Nothing Personal, regia di Bradford May - film TV (1993)
- Miami Beach (South Beach) - serie TV, 1 episodio (1993)
- Annie tra due madri (A Place for Annie), regia di John Gray - film TV (1994)
- Domani senza di te (A Mother's Prayer), regia di Larry Elikann - film TV (1995)
- Gesti d'amore (Breaking Through), regia di Fred Gerber - film TV (1996)
- An Unexpected Life, regia di David Hugh Jones - film TV (1998)
- Omicidio a Manhattan (Exiled), regia di Jean de Segonzac - film TV (1998)
- Frasier - serie TV, 1 episodio (2000)
- A Girl Thing - Cosa pensa una donna (A Girl Thing), regia di Lee Rose - film TV (2001)
- Law & Order: Criminal Intent - serie TV, 1 episodio (2002)
- Lackawanna Blues, regia di George C. Wolfe - film TV (2005)
- Law & Order - Il verdetto (Law & Order: Trial by Jury) - serie TV, 1 episodio (2005)
- Girl, Positive, regia di Peter Werner - film TV (2007)
- The Closer - serie TV, 3 episodi (2007)
- American Masters - serie TV, 2 episodi (1999-2008)
- Great Performances - serie TV, narratore, 1 episodio (2009)
- Drop Dead Diva - serie TV, 1 episodio (2012)
- Boomerang, regia di Craig Brewer - film TV (2013)
- The Good Wife - serie TV, 1 episodio (2013)
- Deception - serie TV, 3 episodi (2013)
- La grande sfida di Gabby (The Gabby Douglas Story), regia di Gregg Champion - film TV (2014)
- Being Mary Jane - serie TV, 1 episodio (2015)
- Chicago Med - serie TV, 103 episodi (2015-in corso)
- Chicago Fire - serie TV, 6 episodi (2015-2019)
- Chicago P.D. - serie TV, 6 episodi (2016-2019)

## Premi ricevuti
- 1992: Obie Award per la Migliore interpretazione (I'm Not Stupid)
- 1999: Helen Hayes Award per la Migliore attrice protagonista (The Old Settler)
- 2002: Regulus Award per il suo impegno per una maggior conoscenza del cancro ai polmoni
- 2005: Emmy Award per la Migliore attrice in una miniserie o film per la televisione (Lackawanna Blues)
- 2006: premio come Entertainer of the Year al SunDeis Film Festival della Brandeis University
- 2006: Screen Actors Guild Award per la Migliore interpretazione femminile in una miniserie o film per la televisione (Lackawanna Blues)
- 2006: PRISM Award per la Miglior interpretazione in una miniserie o film per la televisione (Lackawanna Blues)
- 2006: Obie Award per la Miglior interpretazione e (Birdie Blue)
- 2006: NAACP Image Award come Miglior attrice non protagonista in una serie drammatica (Law & Order - I due volti della giustizia)
- 2006: NAACP Image Award come Miglior attrice in un film per la televisione, miniserie o speciale drammatico (Lackawanna Blues)
- 2006: Gracie Allen Award come Miglior attrice protagonista in una miniserie (Lackawanna Blues)
- 2006: Golden Globe Award per la Miglior interpretazione femminile in una miniserie o film per la televisione (Lackawanna Blues)
- 2006: Black Reel Award come Miglior attrice in un film per la televisione o miniserie (Lackawanna Blues)

## Doppiatrici italiane
Nelle versioni in italiano delle opere in cui ha recitato, S. Epatha Merkerson è stata doppiata da:
- Anna Rita Pasanisi in Mi chiamano Radio, Chicago Fire, Chicago P.D., Chicago Med
- Susanna Javicoli in Law & Order - I due volti della giustizia (st. 4-10)
- Renata Biserni in Law & Order - I due volti della giustizia (st. 11-20)
- Lorenza Biella in Lola Darling, Navy Seals - Pagati per morire
- Giorgina Pazi in Terminator 2 - Il giorno del giudizio
- Rosalba Caramoni in Black Snake Moan
- Rosalba Bongiovanni in Law & Order - Criminal Intent
- Antonella Giannini in Law & Order - Il verdetto
- Cristina Giolitti in Slipstream - Nella mente oscura di H.
- Stefania Romagnoli in 6 mogli e un papà, The Closer
- Barbara Castracane in Lincoln
- Ludovica Modugno in Allucinazione Perversa
- Rita Savagnone in The Good Wife
- Paola Del Bosco in Mother and Child